# The Edge of the Earth
The Edge of the Earth —en español: El borde de la Tierra— es un EP de la banda americana Switchfoot. Fue lanzado el 9 de septiembre de 2014. Se compone de canciones inéditas de la película documental de rock Fading West.
The Edge of the Earth debutó en el número 39 a los Billboard 200 de EE. UU., y alcanzó los 10 mejores posiciones en la cartelera álbumes cristianos, álbumes de bandas sonoras y álbumes Top alternativos gráficos.

## Canciones
La primera canción del disco, "Fading West", es la única pista que había sido publicado anteriormente, ya que la canción fue incluida en la edición física del Fading West EP , que fue lanzado en septiembre de 2013.
La segunda pista, "Against the Voices", ha sido un "favorito de los fanes desde hace mucho tiempo," como la canción fue tocada por primera vez por la banda en vivo en 2010. Sin embargo, no había hecho el corte de Switchfoot de dos anteriores álbumes de larga duración, Vice Verses (2011) y Fading West (2014).
Según la banda, la canción "What It Costs" marcó la primera grabación de una canción para la que el bajista Tim Foreman proporcionó la voz principal, en sustitución de su hermano Jon Foreman.

## Lista de canciones
| N.º | Título                   | Escritor(es)             | Duración |  |
| 1.  | «Fading West»            | Jon Foreman, Tim Foreman | 4:19     |  |
| 2.  | «Against the Voices»     | J. Foreman               | 4:17     |  |
| 3.  | «Skin and Bones»         | J. Foreman, T. Foreman   | 4:02     |  |
| 4.  | «What It Costs»          | T. Foreman               | 4:05     |  |
| 5.  | «Slow Down My Heartbeat» | J. Foreman, T. Foreman   | 4:39     |  |
| 6.  | «Liberty»                | J. Foreman               | 4:04     |  |
| 7.  | «The Edge of the Earth»  | J. Foreman, T. Foreman   | 4:13     |  |

## Posicionamiento en lista
| Lista (2014)                            | Posición |
| --------------------------------------- | -------- |
| Estados Unidos (Billboard 200)          | 39       |
| Estados Unidos (Christian Albums)       | 3        |
| Estados Unidos (Digital Albums)         | 20       |
| Estados Unidos (Soundtrack Albums)      | 3        |
| Estados Unidos (Top Alternative Albums) | 6        |
| Estados Unidos (Top Rock Albums)        | 11       |

## Personal
Switchfoot
- Jon Foreman - voz principal, guitarra rítmica
- Tim Foreman - bajo eléctrico, coros
- Chad Butler - batería
- Jerome Fontamillas - guitarra rítmica, teclado, coros
- Drew Shirley - guitarra principal, coros